# KAddressBook
KAddressBook は KDE 用の住所録アプリケーションである。

## 特徴
- vCard 形式でエクスポートやインポートができる。
- 他のアプリケーションと DCOP でやりとりする。
- KMail、Kopete や Kontact と相互運用ができる。
- フィールドやカテゴリーをカスタマイズできる。
- 名前を自動でフォーマットできる。
- 住所を検索するためのフィルターが使える。
- 個人情報を含む LDAP を検索できる。

## 説明
KAddressBook は 家族、友達や取引先などの住所や連絡情報をまとめるためのグラフィカルユーザインタフェースである。KDE で統合し、他の KDE プログラムと相互運用できるようになっている。例えば、メールクライアント KMail とはワンクリックでメールが作成できたり、インスタントメッセンジャー Kopete とはインスタントメッセンジャーでのやりとりについてオンラインの情報を表示したり容易にアクセスできたりする。Kitchensync や OpenSync を使って他のソフトウェアやデバイスと同期をとることができる。
連絡先は家族、取引先や顧客といったカテゴリーで分類できる。メールアドレスなどフィールドの多くは複数のエントリーを持つことができる。連絡先のフィールドはカスタムフィールドを含む複数のタブに分けられている。